# Financial Times
Financial Times (FT) er en international erhvervsavis, der har redaktion i London og som udgives seks dage om ugen. Udover erhvervsstof og børsnoteringer indeholder avisen også en del artikler om international politik.
Avisen er særlig kendt for sin lyserøde farve, som stammer tilbage fra dens spæde start. Avisen blev grundlagt som London Financial Guide i 1888, men omdøbte sig måneden efter til sit nuværende navn. For at adskille sig fra lignende aviser, valgte Financial Times i 1893 at lade sig udkomme på det laksefarvede papir.
I 1979 blev FT for første gang også trykt i udlandet, i børsbyen Frankfurt am Main, og i dag udkommer den i 3 internationale udgaver, der er rettet mod Storbritannien, det øvrige Europa, samt USA og Asien, og som trykkes 22 forskellige steder i verden. Den estimerede globale læserskare er på over 1,6 mio. fordelt over mere end 140 lande.
Fra 2000 til 2012 blevFT også udgivet i en tysksproget udgave; Financial Times Deutschland.
Financial Times ejes af mediekonglomeratet Person PLC.